# Ferriakasakaïta-(La)
La ferriakasakaïta-(La) és un mineral de la classe dels silicats que pertany al grup de l'al·lanita. Va rebre el nom el 2014 per Mariko Nagashima, D. Nishio-Hamane, N. Tomita, T. Minakawa i S. Inaba en honor de Masahide Akasaka (n. 1950), professor de la Universitat de Shimane, al Japó, per "les seves destacades contribucions a la mineralogia, especialment a l'estudi dels minerals formadors de roca que es produeixen als jaciments de mineral de Mn – Fe i als minerals naturals i sintètics del supergrup de les epidotes". El nom inclou un prefix i un sufix que indiquen elements constitutius segons la nomenclatura del supergrup de l'epidota.

## Característiques
La ferriakasakaïta-(La) és un sorosilicat de fórmula química {CaLa}{Fe3+AlMn2+}(Si₂O₇)(SiO₄)O(OH). Va ser aprovada com a espècie vàlida per l'Associació Mineralògica Internacional l'any 2013, sent publicada per primera vegada el 2015. Cristal·litza en el sistema monoclínic.
L'exemplar que va servir per a determinar l'espècie, el que es coneix com a material tipus, es troba conservat a les col·leccions mineralògiques del Museu Nacional de la Natura i la Ciència (Japó), amb el número d'espècimen: nsm m-43919.

## Formació i jaciments
Va ser descoberta al Japó, concretament al dipòsit de manganès de Shobu, a la dciutat d'Ise (Prefectura de Mie), on es troba en filonets de tefrita amb calcita que tallen un dipòsit estratiforme de ferromanganès. També ha estat descrita a les pedreres d'In den Dellen, a Renània-Palatinat (Alemanya), i a la mina Franklin, a Nova Jersey (Estats Units). Aquests tres indrets són els únics de tot el planeta on ha estat descrita aquesta espècie mineral.